# Püspöki szinódus
A püspöki szinódus (latinul: synodus episcoporum) a római katolikus egyház egyik legfontosabb szerve, melyben a püspökök segítik a pápát bizonyos kérdésekben.

## A szinódus feladata, története
A szinódus tulajdonképpen a püspökök gyűlése a világ különböző vidékeiről, mely összejöveteleket tart a pápa által meghatározott időben. Az összejövetel célja, hogy ápolja a pápa és a püspökök közötti kapcsolatot és segítse a pápát a hit és erkölcs védelmezésében és erősítésében. Ezenkívül a püspökök segítséget nyújtanak az egyházi fegyelem megszilárdítása érdekében és tárgyalnak az Egyháznak a világban való tevékenységével összefüggő kérdésekről.
A püspöki szinódust VI. Pál pápa a II. vatikáni zsinat végén, 1965. szeptember 15-én alapította Apostolica sollicitudo kezdetű motu propriójával (közigazgatási intézkedés). A zsinat Christus Dominus (CD) című, a püspökök lelkipásztori hivatásáról szóló dokumentumában is megemlékeznek a szinódusról mint olyan szervezetről, melyben a püspökök részt vesznek az egész Egyházra kiterjedő gondoskodásból.
A szinódus hatásköre nem terjed ki a világ püspökeire, az összes hívőre vagy a nemzetekre, hanem a pápának való tanácsadásra korlátozódik. A pápa feladata a szinódust a szükséges időben összehívni, színhelyét kijelölni, bezárni, áthelyezni, felfüggeszteni és feloszlatni, valamint témáit, ügyrendjét meghatározni. A szinódus elnöki feladatait – személyesen vagy megbízott útján – a pápa látja el, ő hagyja jóvá a tagok megválasztását, illetve jogában áll tagokat szabadon kijelölni és kinevezni. A szinódus egyes ülésszakainak bezárásakor a tagoknak minden olyan feladata automatikusan megszűnik, melyet azon az ülésen töltöttek be.
A szinódus lehet:
- rendes teljes szinódus, mely az egész Egyházzal kapcsolatos ügyeket tárgyal,
- rendkívüli teljes szinódus a gyors elintézést kívánó kérdések tárgyalására,
- részleges szinódus a meghatározott régiók, földrészek ügyeinek tárgyalására.

## A szinódus tagjai

### Rendes teljes ülésen
1. A püspöki konferenciák által az adott ülésre megválasztott püspökök, akik a tagok többségé alkotják. Az egyes nemzeti püspöki konferenciák 1-4 képviselőt küldenek létszámuknak megfelelően.
2. Külön jog szerint kijelölt tagok, például a keleti pátriárkák, nagyérsekek és „pátriárkátuson kívüli metropoliták”.
3. A pápa által közvetlenül kinevezett tagok.
4. A klerikusi szerzetes intézményeknek bizonyos megválasztott tagjai.

### Rendkívüli teljes ülésen
1. A hivataluk alapján, külön szabályok szerint kijelölt püspökök (a nemzeti és a több országra szóló püspöki konferenciák elnökei, valamint a római kúria központi hatóságai élén álló bíborosok, valamint a keleti pátriárkák, nagyérsekek és „pátriárkátuson kívüli metropoliták”).
2. A pápa által közvetlenül kinevezett tagok.
3. A klerikusi szerzetes intézményeknek bizonyos megválasztott tagjai.

### Részleges ülésen
Részleges szinódusra a tagokat általában arról a vidékről választják ki, melynek számára az ülést összehívják, ez gyakorlatilag az érintett terület püspökeit és a római kúriának az ügyben illetékes vezetőit jelenti.

## Korábbi szinódusok, témáik és gyümölcseik

### Rendes szinódusok
- 1967: a kánonjog revíziója, hitbeli tévedések, szemináriumok megújítása, vegyesházasságok, liturgikus reform; Nemzetközi Teológiai Bizottság felállítása (követte a Ratio fundamentalis institutionis sacerdotalis c. dokumentum)
- 1971: a szolgálati papság és az igazságosság a világban; dokumentumok az igazságosság érvényesüléséről a világban és a szolgálati papságról
- 1974: az evangelizáció (követte 1975-ben az Evangelii nuntiandi apostoli buzdítás)
- 1977: a gyermekek és fiatalok katekézise (követte 1979-ben a Catechesi tradendae apostoli buzdítás)
- 1980: a keresztény család mai feladatai (követte 1981-ben a Familiaris consortio apostoli buzdítás)
- 1983: a kiengesztelődés és bűnbánat (követte 1984-ben a Reconciliatio et poenitenia apostoli buzdítás)
- 1987: a világiak szerepe az Egyházban (követte 1988-ban a Christifideles laici apostoli buzdítás)
- 1990: a papképzés (követte 1992-ben a Pastores dabo vobis apostoli buzdítás)
- 1994: a szerzetesi élet és küldetése az Egyházban és a világban (követte 1996-ban a Vita consecrata apostoli buzdítás)
- 2001: a püspök személye és szerepe a harmadik évezred elején (követte 2003-ban a Pastores gregis apostoli buzdítás)
- 2005: az Eucharisztia, az Egyház életének és küldetésének forrása és csúcspontja (követte 2007-ben a Sacramentum caritatis apostoli buzdítás)
- 2008: Isten igéje az Egyház életében és küldetésében (követte 2010-ben a Verbum Domini apostoli buzdítás)[1]
- 2012: Az új evangelizáció a keresztény hit továbbadására (követte 2013-ban az Evangelii gaudium apostoli buzdítás)[2]
- 2015: a család hivatása és küldetése az egyházban és a mai világban (október 4–25. között) (követte 2016-ban az Amoris laetitia apostoli buzdítás)[3][4]

### Rendkívüli szinódusok
- 1968: a püspöki karok együttműködése egymással és a Szentszékkel (Üzenet a papokhoz, Zárónyilatkozat)
- 1985: megemlékezés és értékelés a II. vatikáni zsinat befejezésének 20. évfordulója alkalmából (Üzenet a keresztényekhez, Szinódusi záródokumentum)
- 2014: a családpasztoráció kihívásai az új evangelizáció összefüggésében (október 5–19. között).[5][6]

### Részleges szinódusok
- 1980: Hollandia (Záródokumentum)
- 1991: Európa
- 1994: Afrika (követte 1995-ben Az Egyház Afrikában apostoli buzdítás)
- 1995: Libanon (követte 1997-ben Új reménység Libanonnak apostoli buzdítás)
- 1997: Amerika (követte 1999-ben Az Egyház Amerikában apostoli buzdítás)
- 1998: Ázsia (követte 1999-ben Az Egyház Ázsiában apostoli buzdítás)
- 1998: Óceánia (követte 2001-ben Az Egyház Óceániában apostoli buzdítás)
- 1999: Európa (követte 2003-ban Az Egyház Európában apostoli buzdítás)

## A püspöki szinódus általános titkárai
- Wladyslaw Rubin (1967. február 27. – 1979. július 12.)
- Jozef Tomko (1979.  július 12. – 1985. április 24.)
- Jan Pieter Schotte, C.I.C.M. (1985. -április 24. – 2004. február 11.)
- Nikola Eterović (2004. február 11. – 2013. szeptember 21.)
- Lorenzo Baldisseri (2013. szeptember 21. – 2020. szeptember 15.)
- Mario Grech (2020. szeptember 15. – hivatalban)